# Jimmy McLin
James „Jimmy“ McLin (* 27. Juni 1908 in Brookesville (Florida); † 15. Dezember 1983 in St. Petersburg (Florida)) war ein US-amerikanischer Jazzgitarrist und Banjospieler.

## Leben und Wirken
McLin spielte 1926 als Banjoist in der Band des Sängers Sammy Lewis, den Bamville Syncopators, mit der erste Plattenaufnahmen für Vocalion entstanden („Arkansas Shout“). In den 1930er-Jahren arbeitete er – nun als Gitarrist – u. a. bei Clarence Williams, Teddy Wilson/Billie Holiday („Strange Fruit“, 1939), Willie The Lion Smith („The Swampland Is Calling Me“), Buster Bailey, Jerry Kruger und Midge Williams, ferner trat er auch mit James P. Johnson und Roy Eldridge auf. 1940 spielte er noch mit Claude Hopkins, Sidney Bechet und Dave Nelson, bevor er zum Militärdienst eingezogen wurde. Er diente in der US-Marine und spielte in einer Militärkapelle Posaune und Mellophon. 1945 arbeitete er erneut bei Claude Hopkins, unterbrach dann seine aktive Musikerkarriere, um Musik zu studieren. 1950 spielte er wieder kurz bei Hopkins, um dann nach Florida zurückzukehren und sich aus der Jazzszene zurückzuziehen. Er tourte noch mit Vokalensembles wie den Ink Spots. Letzte Aufnahmen entstanden 1970, als er beim Soundtrack des Zeichentrickfilms Fritz the Cat mitwirkte. Im Bereich des Jazz war er zwischen 1926 und 1970 an 19 Aufnahmesessions beteiligt, zuletzt mit Rex Stewart.